# Konrad Lang (Maler)
Konrad Lang (* 24. Februar 1933 in Wien; † 13. Juni 2014 in Altmünster am Traunsee) war ein österreichischer Künstler, der vorrangig als Maler, aber auch in den Bereichen Linolschnitt, Kreidezeichnungen und Kunsthandwerk sowie kompositorisch tätig war.

## Leben
Konrad Langs Vater Erwin Lang, ein akademischer Maler und Grafiker, ließ ihn bereits im Vorschulalter an seiner künstlerischen Tätigkeit aktiv teilhaben. Die kindliche Eingangsphase in die Kunst erlebte er auch in der Bootshütte bei den Köcherts am Traunsee, wo sich in freizügiger künstlerischer Umgebung Aktmalerei ergab. Als Kind war Konrad Lang häufig im Atelier des Vaters, wo er sich mit die Technik des Holzschnitts aneignete.
Nach vier Jahren Volksschule in Altmünster und vier Klassen Realgymnasium in Gmunden begann Lang als 16-Jähriger im Oktober 1949 sein Studium an der Akademie der Bildenden Künste Wien. In dieser Zeit entstanden u. a. Porträts vom Dramatiker Richard Billinger und vom Komponisten Josef Matthias Hauer. Zwischen 1949 und 1953 absolvierte er die Meisterklassen für Malerei bei Albert Paris Gütersloh, für Aktzeichnung bei Herbert Boeckl sowie für Anatomie und Kunstgeschichte. Zu seinem Abschluss als Akademischer Maler im März 1953 erhielt er von seinen Lehrern den Professorenpreis und 1958 von der Akademie der Wissenschaften ein Romstipendium.
Es folgten Ausstellung in Wien, Rom, Linz und weiteren Städten Österreichs. Das Unterrichtsministerium erwarb einige seiner Werke, andere gelangten nach Paris, London und in die USA. Der Autorennfahrer Jochen Rindt besaß vier seiner Bilder.
Lang lebte auf einem Landsitz im Salzkammergut, das ihn zu vielen seiner Arbeiten inspirierte. Er sammelte Kunstgegenstände, Graphiken und Bilder alter Meister.
Zyklisch wurden von ihm Motive wie zerklüftete Felsformationen in den vier Jahreszeiten, reifende Getreidefelder kurz vor der Mahd, blühende Obstbäume im Frühling, Olivenbäume in sengender Hitze sowie eine Vielzahl an Porträts aufgegriffen und umgesetzt. Variationsreich war auch die Zusammenarbeit im Kunsthandwerk mit seiner Gattin Liselotte Lucheschitz-Lang.

## Kunst
In Jugendjahren vertrat Konrad Lang einen verhaltenen Expressionismus, in der er sich in der Gestaltung der Fläche große Freiheit herausnahm, beim Motiv die Grenze zur Abstraktion aber stets wahrte. Als überzeugter Freiluftmaler führte er die großformatigen Gemälde wogender Getreidefelder, die mit dem Traunstein als Silhouette im Alpenvorland den ländlichen Sommer festhaltend, aus.
Lang liebte die Harmonie der Farben zueinander. Immer wieder bevorzugte er bestimmte Motive: Felsen und Gesteinsformationen. Wie er auch bei seinen Landschaftsmalereien keinen Wert auf besondere Effekte legte, brachte er bei seinen Porträts, die zum Abstrakten neigen, mehr den Ausdruck der Modelle und Farben zur Geltung.